# グルタチオンジスルフィド

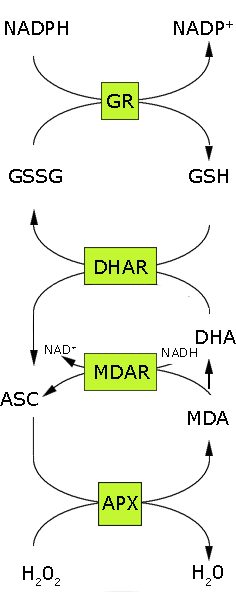
グルタチオン-アスコルビン酸回路、NADPH、NADP+、GR:グルタチオンレダクターゼ、GSH:グルタチオン、GSSG:グルタチオンジスルフィド、DHAR:デヒドロアスコルビン酸レダクターゼ、DHA:デヒドロアスコルビン酸、MDAR:モノデヒドロアスコルビン酸レダクターゼ (NADH)、MDA:モノデヒドロアスコルビン酸、ASC:アスコルビン酸、APX:アスコルビン酸ペルオキシダーゼ、H2O2、H2O

グルタチオンジスルフィド(glutathione disulfide、GSSG)は、2分子のグルタチオンから誘導されるジスルフィドである。
生細胞において、グルタチオンジスルフィドは補酵素NADPHからの還元等価物によって2分子のグルタチオンへ還元される。この反応はグルタチオンレダクターゼ (EC 1.8.1.7) によって触媒される。

## 生合成
グルタチオンジスルフィドは、グルタチオンペルオキシダーゼ、ペルオキシレドキシン (EC 1.11.1.15) のような抗酸化酵素による過酸化水素またはペルオキシドの還元によって生成される。
{\displaystyle {\ce {2GSH\ + ROOH -> GSSG\ + ROH\ + H2O}}}
グルタレドキシンのような他の酵素では、タンパク質内のジスルフィド結合とのチオール-ジスルフィド交換、またはCoAジスルフィド、デヒドロアスコルビン酸から生成される。
{\displaystyle {\ce {2GSH\ + R-S-S-R -> GSSG\ + 2RSH}}}
グルタチオン-アスコルビン酸回路では、グルタチオンジスルフィドはNADPHとグルタチオンレダクターゼによりグルタチオンに還元される。